# Sirimavo Bandaranaike
Sirima Ratwatte Dias Bandaranaike (em cingalês: සිරිමා රත්වත්තේ ඩයස් බණ්ඩාරනායක; em tâmil: சிறிமா ரத்வத்தே டயஸ் பண்டாரநாயக்கே; Ratnapura, 17 de abril de 1916 – Kadawatha, 10 de outubro de 2000), comumente conhecida como Sirimavo Bandaranaike, foi uma estadista cingalesa. Foi a primeira mulher a ocupar o cargo de primeira-ministra do mundo quando se tornou a primeira-ministra do Sri Lanka, na época o Domínio do Ceilão, em 1960. Ao todo, exerceu o cargo por três mandatos: 1960–1965, 1970–1977 e 1994–2000. Foi ainda líder da oposição por dois períodos e líder de seu partido por mais de três décadas, assim como membro do Parlamento do Sri Lanka, como representante e senadora. 
Nascida em uma família aristocrática, Bandaranaike foi educada em escolas católicas de língua inglesa, mas permaneceu budista e falava cingalês, bem como inglês. Ao terminar a educação secundária, trabalhou para vários programas sociais antes de se casar e constituir uma família. Fazendo o papel de anfitriã de seu marido, S. W. R. D. Bandaranaike, que estava envolvido na política e mais tarde se tornou o primeiro-ministro, ganhou sua confiança como conselheira informal. Seu trabalho social se concentrou em melhorar a vida de mulheres e meninas nas áreas rurais. Após o assassinato de S. W. R. D. em 1959, entrou para a política, tornando-se presidente do Partido da Liberdade do Sri Lanka, liderando a agremiação à vitória nas eleições de julho de 1960.
Como primeira-ministra, Bandaranaike tentou transformar a ex-colônia britânica do Ceilão em uma república socialista nacionalizando organizações nos setores bancários, de educação, da indústria, da mídia e do comércio. Ao mudar o idioma administrativo do inglês para o cingalês, exacerbou o descontentamento entre a população de origem tâmeis, sendo que uma parcela deste povo era apátrida. Durante seus dois primeiros mandatos, o país foi atormentado por alta inflação e impostos, dependência de importações de alimentos, alto desemprego e polarização entre as populações cingalesa e tâmil. Após sobreviver a uma tentativa de golpe de Estado em 1962, bem como a uma insurreição de jovens radicais em 1971, supervisionou a elaboração de uma nova constituição em 1972, culminando com a transformação do país na república do Sri Lanka. No plano internacional, desempenhou um papel relevante como negociadora e líder entre as nações do Movimento Não Alinhado.
Afastada do poder como resultado das eleições de 1977, Bandaranaike teve seus direitos civis cassados em 1980 por abusos de poder durante seu mandato, sendo impedida de ocupar cargos governamentais por sete anos. Seus sucessores inicialmente melhoraram a economia, mas não conseguiram lidar com as questões sociais e levaram o país a uma guerra civil prolongada. Em 1988, concorreu sem sucesso à presidência, recebendo 2,289 milhões de votos, correspondentes a 44,9%, atrás dos 2,569 milhões do presidente eleito Ranasinghe Premadasa. Em 1994, sua filha Chandrika se tornou a primeira mulher presidente do Sri Lanka. Empossada no cargo, designou Bandaranaike como primeira-ministra, mas na época suas atribuições eram em boa parte cerimoniais. Bandaranaike permaneceu na função até agosto de 2000, dois meses antes de sua morte.

## Início de vida; 1916–1940
Bandaranaike nasceu em 17 de abril de 1916 no Ellawala Walawwa, em Ratnapura, no Ceilão britânico. Sua mãe era Rosalind Hilda Mahawalatenne Kumarihamy, uma médica de renome que exercia a aiurveda, e seu pai era Barnes Ratwatte, um político. Seu avô materno, Mahawalatenne, e mais tarde seu pai, serviram como Rate Mahatmaya, uma função de chefia, da cidade de Balangoda. Seu pai era membro da Radala, a nobreza hereditária do Reino de Candia. Sua ancestralidade paterna incluía seu tio Jayatilaka Cudah Ratwatte, a primeira pessoa de origem cândia a receber o título de cavaleiro britânico, bem como cortesãos que serviram a monarcas cingaleses. Um deles, Ratwatte, foi signatário da Convenção de Kandyan de 1815.
Sirima era a mais velha de seis filhos. Tinha quatro irmãos, Barnes Jr., Seevali, Mackie, e Clifford, assim como uma irmã, Patricia, que se casou com o coronel Edward James Divitotawela, fundador do Comando Central do Exército do Ceilão. A família residia na walawwa, ou mansão colonial, do avô materno de Sirima, Mahawalatenne, e mais tarde em sua própria walawwa em Balangoda. Desde tenra idade, Sirima tinha acesso à vasta biblioteca de obras literárias e científicas de seu avô. 
Inicialmente estudou em um jardim de infância particular em Balangoda, mudando-se brevemente em 1923 para as turmas primárias do Colegial Ferguson, em Ratnapura, sendo então enviada para um internato no Convento de Santa Brígida, em Colombo. Embora tenha sido educada em instituições católicas, Sirima permaneceu uma budista praticante ao longo de sua vida e era fluente tanto em inglês quanto em cingalês.
Depois de completar seus estudos aos 19 anos, Sirima se envolveu com o trabalho de assistência social, distribuindo alimentos e remédios para aldeias na selva, organizando consultas e ajudando a criar uma indústria rural para melhorar os padrões de vida das mulheres das aldeias. Tornou-se tesoureira da Liga do Serviço Social, exercendo este cargo até 1940. Nos seis anos seguintes, morou com os pais enquanto eles arranjavam seu casamento. Depois de rejeitar dois pretendentes, um parente e o filho da primeira família do Ceilão, seus pais foram contatados por um casamenteiro que propôs que a filha se casasse com S. W. R. D. Bandaranaike, um advogado formado pela Universidade de Oxford que se tornou político, na época exercendo o cargo de ministro da Administração Local no Conselho de Estado do Ceilão. Inicialmente, S.W.R.D. Bandaranaike não era considerado proveniente de uma família "aceitável", visto que os Ratwattes eram uma família aristocrática cândia, enquanto os Bandaranaikes eram uma família rica que havia estado a serviço dos governantes coloniais durante séculos. Os astrólogos relataram que seus horóscopos eram compatíveis e os benefícios de unir as famílias foram avaliados, culminando com a aprovação da família Ratwatte. O casal, que já havia se conhecido, concordou com a escolha.

## Família e trabalho social; 1940–1959

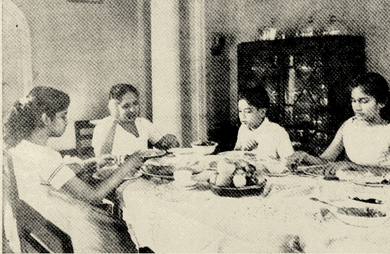
Bandaranaike com seus três filhos: Sunethra, Chandrika e Anura

Em 2 de outubro de 1940, Ratwatte e Bandaranaike se casaram, em um evento que, por conta de sua grandeza, foi apelidado de "o casamento do século" pela imprensa. Os recém-casados se mudaram para Wendtworth, na capital Colombo. Suas filhas, Sunethra (1943) e Chandrika (1945), nasceram ali, onde a família viveu até 1946, quando o pai de S.W.R.D. comprou para eles uma mansão conhecida como Tintagel, em Rosmead Place, Colombo. Deste ponto em diante, a família viveu uma parte do ano em Tintagel e a outra na mansão ancestral de S.W.R.D., a Horagolla Walawwa. Um filho, Anura, nasceu em Tintagel em 1949. Nos vinte anos seguintes, Sirima dedicou a maior parte de seu tempo para criar sua família e bancar a anfitriã para muitos conhecidos de seu marido na política. Todos os três filhos dos Bandarnaike foram educados no exterior. Sunetra estudou em Oxford, Chandrika na Universidade de Paris e Anura na Universidade de Londres. Mais tarde, ao retornarem ao país, os três ocuparam funções no governo de Sri Lanka.
Em 1941, Bandaranaike ingressou na Lanka Mahila Samiti (Associação das Mulheres de Sri Lanka), a maior organização voluntária composta por mulheres do país. Participou de muitos dos projetos sociais iniciados pela organização e voltados ao empoderamento das mulheres rurais e ao auxílio a catástrofes. Um de seus primeiros projetos foi um programa agrícola para suprir a escassez de produção de alimentos. Seu primeiro cargo, o de secretária da organização, envolvia reuniões com especialistas em agricultura para desenvolver novos métodos de produção de safras de arroz. Com o tempo, Bandaranaike exerceu as funções de tesoureira, vice-presidente e, eventualmente, presidente da Mahila Samiti, mantendo o foco em questões como a educação de meninas, direitos políticos das mulheres e planejamento familiar. Também integrou a Associação de Mulheres Budistas do Ceilão, a Sociedade do Câncer, a Associação Nacional do Ceilão para a Prevenção da Tuberculose e a Associação para o Bem-Estar das Enfermeiras.
Bandaranaike frequentemente acompanhava S.W.R.D. em viagens oficiais, tanto locais quanto no exterior. O casal esteve presente depois que o hospital psiquiátrico em Angoda foi bombardeado pelos japoneses em 1942, matando muitos. Quando o Ceilão se tornou autônomo em 1947, S.W.R.D. tornou-se mais ativo no movimento nacionalista. Ele concorreu – e foi eleito – para a Câmara dos Representantes pelo Distrito Eleitoral de Attanagalla. Nomeado ministro da Saúde e em seguida líder da Câmara, S.W.R.D. ficou cada vez mais frustrado com o funcionamento interno e as políticas do Partido Nacional Unido. Embora não encorajasse a esposa a se envolver em assuntos políticos e a ignorasse na frente de seus colegas, S.W.R.D. passou a respeitar suas opiniões. Em 1951, ela convenceu-o a deixar o Partido Nacional Unido e estabelecer o Partido da Liberdade do Sri Lanka (Partido da Liberdade, também conhecido como SLFP). Bandaranaike fez campanha no distrito de S.W.R.D. enquanto ele viajava pelo país para angariar apoio no decorrer da eleição de 1952. Embora o Partido da Liberdade tenha conquistado apenas nove cadeiras durante essa eleição, S.W.R.D. foi eleito para o Parlamento e se tornou líder da oposição.

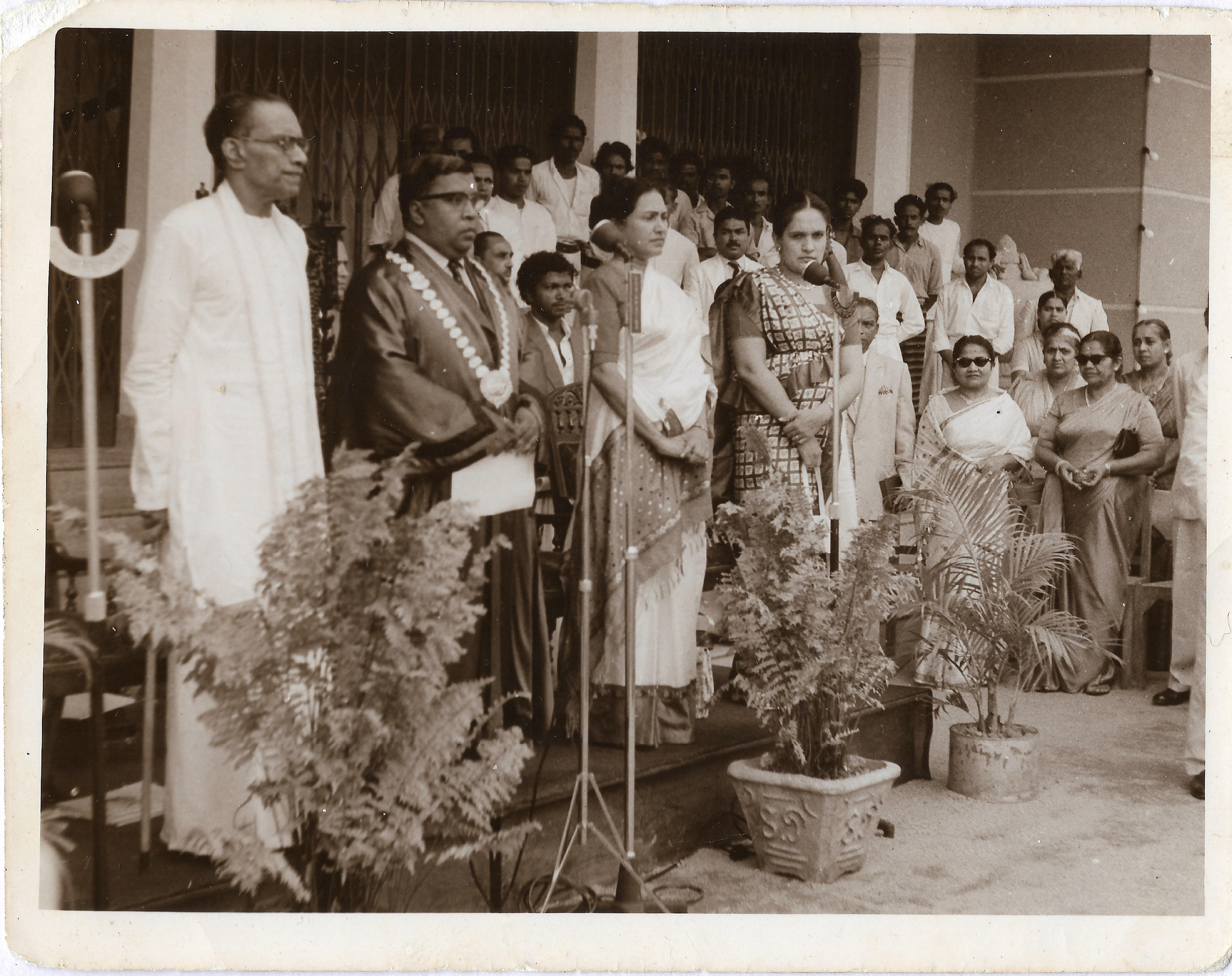
Bandaranaike durante um evento com o esposo, o primeiro-ministro S. W. R. D. Bandaranaike, dois dias antes de seu assassinato

Quando novas eleições foram convocadas em 1956 pelo primeiro-ministro John Kotelawala, S.W.R.D. sentiu uma oportunidade e formou o Mahajana Eksath Peramuna (MEP), uma ampla coalizão de quatro partidos. Bandaranaike mais uma vez fez campanha para seu marido em Attanagalla, em sua cidade natal de Balangoda, e em Ratnapura pelo Partido da Liberdade. O Mahajana Eksath Peramuna obteve uma vitória esmagadora e S.W.R.D. tornou-se o primeiro-ministro. Durante uma visita oficial à Malásia por ocasião de sua independência em 1957, o casal teve que interromper sua estadia quando recebeu a notícia de que o pai de Bandaranaike estava gravemente doente após um ataque cardíaco; ele morreu duas semanas após o retorno antecipado do casal.
Bandaranaike estava em casa, no Rosmead Place, na manhã de 25 de setembro de 1959, quando S.W.R.D. foi baleado várias vezes por um monge budista, descontente com o que ele acreditava ser a falta de apoio à medicina tradicional. Bandaranaike acompanhou seu marido ao hospital, onde ele sucumbiu aos ferimentos no dia seguinte. No caos político que se seguiu sob o governo provisório de Wijeyananda Dahanayake, muitos ministros foram removidos e alguns foram presos e julgados pelo assassinato. A coalizão Mahajana Eksath Peramuna entrou em colapso sem a influência do S.W.R.D., e eleições foram convocadas para março de 1960 para escolher o novo parlamentar que representaria o Distrito Eleitoral de Attanagalla. Bandaranaike relutantemente concordou em concorrer como candidata independente, mas antes que a eleição pudesse ser realizada, o Parlamento foi dissolvido, e ela decidiu não concorrer ao cargo nas próximas eleições. Quando a eleição foi realizada em março de 1960, o Partido Nacional Unido obteve uma maioria de quatro assentos sobre o Partido da Liberdade do Sri Lanka. O novo primeiro-ministro, Dudley Senanayake, foi derrotado em uma moção de desconfiança um mês após assumir o cargo e uma segunda eleição geral foi convocada para julho de 1960.

## Carreira política
Em maio de 1960, Bandaranaike foi eleita, por unanimidade, presidente do Partido da Liberdade por seu comitê executivo, embora na época ainda estivesse indecisa sobre concorrer na eleição de julho. Repudiando os laços do antigo partido com comunistas e trotskistas, no início de junho passou a fazer campanha, prometendo levar adiante as políticas de seu marido falecido – em particular, o estabelecimento de uma república, a promulgação de uma lei que fixasse o cingalês como a língua oficial do país e o reconhecimento da predominância do budismo, ainda que tolerando que o povo tâmeis fizesse uso de sua própria língua e seguisse a fé hindu. Embora existisse populações tamêis no país por séculos, muitos ceilaneses os viam como imigrantes temporários. Com a independência do Ceilão, a Lei de Cidadania de 1948 impediu que os tâmeis indianos obtivessem a cidadania, tornando-os apátridas. A política de S.W.R.D. em relação aos apátridas tâmeis era vista como moderada, concedendo certo grau de cidadania e permitindo que trabalhadores produtivos permanecessem. Seu sucessor, Dudley Senanayake, foi o primeiro a recomendar a repatriação compulsória desta população. Bandaranaike viajou pelo país e fez discursos emocionantes, frequentemente caindo em lágrimas ao se comprometer a continuar as políticas de seu falecido marido. Suas ações lhe renderam o título de "A Viúva Chorosa", cunhado por seus oponentes.

### A primeira mulher primeira-ministra; 1960–1965

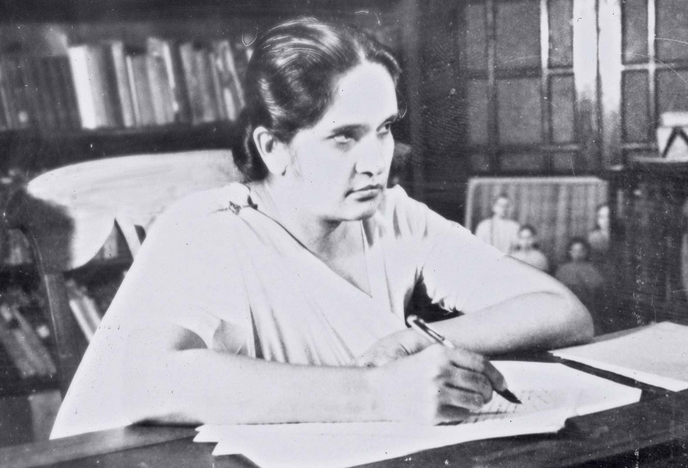
A primeira-ministra Bandaranaike em julho de 1960

Em 21 de julho de 1960, após uma vitória esmagadora do Partido da Liberdade, Bandaranaike foi empossada como a primeira mulher primeira-ministra do mundo, assumindo simultaneamente os ministérios da Defesa e das Relações Exteriores. Como na época não era uma parlamentar eleita, mas líder do partido que detinha a maioria no legislativo, a constituição exigia que se tornasse membro do Parlamento dentro de três meses se quisesse permanecer no cargo de primeira-ministra. Para lhe dar lugar, Manameldura Piyadasa de Zoysa renunciou à sua cadeira no Senado. Em 5 de agosto de 1960, o governador-geral Goonetilleke nomeou-a para o Senado do Ceilão, a câmara alta do Parlamento. Inicialmente, lutou para navegar pelas questões que o país enfrentava, contando com o membro do gabinete e seu sobrinho Felix Dias Bandaranaike. Os oponentes fizeram comentários desdenhosos sobre seu "gabinete de cozinha": no decorrer do mandato, continuaria a enfrentar sexismo semelhante.
Para promover a política de seu marido de nacionalizar setores-chave da economia, Bandaranaike criou uma empresa com acionistas público-privados, assumindo o controle de sete jornais. Nacionalizou ainda bancos, comércio exterior e seguros, bem como a indústria do petróleo. Ao assumir o Banco do Ceilão e estabelecer filiais do recém-criado Banco do Povo, teve como objetivo fornecer serviços a comunidades sem instalações bancárias anteriores, estimulando o desenvolvimento de negócios locais. Em dezembro de 1960, nacionalizou todas as escolas paroquiais que recebiam financiamento do Estado. Ao fazer isso, reduziu a influência da minoria católica, que tendia a integrar a elite econômica e política, estendendo a influência de grupos budistas. Em janeiro de 1961, implementou uma lei tornando o cingalês a língua oficial, substituindo o inglês. Esta ação causou grande descontentamento entre os mais de dois milhões de falantes do têmil. Instada por membros do Partido Federal, uma campanha de desobediência civil teve início nas províncias com maioria tâmil. Bandaranaike respondeu declarando estado de emergência e enviando tropas para restaurar a paz. A partir de 1961, os sindicatos começaram uma série de greves em protesto à alta inflação e impostos. Uma dessas greves imobilizou o sistema de transporte, motivando Bandaranaike a nacionalizar o conselho de transporte.

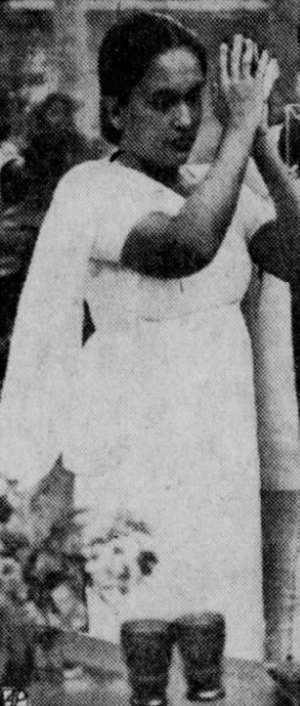
Bandaranaike rezando em uma fotografia de 1962

Em janeiro de 1962, conflitos eclodiram entre as elites estabelecidas: os cristãos urbanos ocidentalizados predominantemente de direita – incluindo grandes contingentes de burghers e tâmeis – e a elite nativa emergente, que eram predominantemente budistas de língua cingalesa de esquerda. As mudanças causadas pelas políticas de Bandaranaike criaram uma mudança imediata do sistema anglofílico de classes, estruturas de poder e governança, influenciando significativamente a composição do corpo de oficiais do serviço público, forças armadas e polícia. Alguns oficiais militares planejaram um golpe de Estado, que incluiu planos para deter Bandaranaike e membros de seu gabinete no Quartel-General do Exército. Quando o oficial de polícia Stanley Senanayake ganhou a confiança da liderança do golpe, dirigiu-se ao Temple Trees, residência oficial do chefe de governo, para informar Bandaranaike e outros oficiais do governo e do partido. Convocando imediatamente todos os comandantes de serviço e oficiais subalternos para uma reunião de emergência na residência oficial, Felix Dias Bandaranaike e membros do Departamento de Investigação Criminal (CID) começaram a interrogar os militares e descobriram o complô. Como o golpe foi abortado antes de começar, o processo de julgamento dos 24 acusados de conspiração foi longo e complexo. Uma legislação retroativa foi aprovada em 1962, admitindo que boatos fossem considerados em processos judiciais, de modo que auxiliou na condenação dos conspiradores. Embora rumores circulassem contra Oliver Goonatillake, o governador-geral, não havia nenhuma evidência real contra ele e, portanto, nenhum meio de processá-lo. Goonatillake também não foi afastado do cargo ou renunciou, mas concordou em responder a perguntas sobre sua suspeita de envolvimento assim que fosse substituído. Em fevereiro, William Gopallawa foi designado governador-geral. Goonatillake foi escoltado até o aeroporto, deixou o Ceilão e partiu para o exílio voluntário.
Em uma tentativa de equilibrar os interesses leste-oeste e manter a neutralidade, Bandaranaike fortaleceu o relacionamento do país com a China, ao mesmo tempo que eliminou os laços com Israel. Trabalhou para manter um bom relacionamento com a Índia e a Rússia, ao mesmo tempo em que mantinha laços com os interesses britânicos por meio da exportação de chá e apoiava os vínculos com o Banco Mundial. Condenando a política de apartheid da África do Sul, nomeou embaixadores e buscou relações com outras nações africanas. Em 1961, compareceu à Conferência dos Primeiros-Ministros da Commonwealth em Londres e à Conferência sobre as Nações Não Alinhadas em Belgrado, Iugoslávia. Foi uma figura-chave para a redução das tensões entre a Índia e a China depois que uma disputa fronteiriça em 1962 deu início à Guerra sino-indiana. Em novembro e dezembro daquele ano, convocou conferências em Colombo com delegados da Birmânia, Camboja, Ceilão, Gana e República Árabe Unida para discutir a disputa. Bandaranaike então viajou com o ministro da Justiça de Gana, Kofi Ofori-Atta, para a Índia e Pequim, na China, em uma tentativa de intermediar a paz. Em janeiro de 1963, Bandaranaike e Orofi-Atta foram recompensados em Nova Delhi quando Jawaharlal Nehru, o primeiro-ministro indiano, concordou em fazer uma moção no Parlamento indiano recomendando o acordo que Bandaranaike havia defendido.

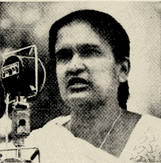
Bandaranaike discursando

Em casa, as dificuldades aumentavam. Apesar de seu sucesso no exterior, Bandaranaike foi criticada por seus laços com a China e pela falta de políticas de desenvolvimento econômico. As tensões ainda estavam altas por conta do aparente favoritismo do governo aos budistas ceilaneses de língua cingalesa. O desequilíbrio entre importação e exportação, agravado pela inflação, estava impactando o poder de compra dos cidadãos de classe média e baixa. Em eleições especiais, embora Bandaranaike tivesse a maioria, o Partido Nacional Unido obteve ganhos, indicando que seu apoio estava diminuindo. A falta de apoio às medidas de austeridade, especificamente a impossibilidade de importar arroz adequado – o principal alimento básico – ocasionou a renúncia do ministro Félix Dias Bandaranaike. Outros ministros foram transferidos em uma tentativa de conter a tendência de parcerias comerciais soviéticas, que haviam ganhado terreno após a criação da Ceylon Petroleum Corporation. A Petroleum Corporation foi lançada em 1961 para contornar os preços monopolísticos impostos às importações de petróleo do Oriente Médio, permitindo que o Ceilão importasse petróleo da República Árabe Unida e da União Soviética. Algumas das instalações de armazenamento dos operadores petrolíferos ocidentais foram cooptadas com um acordo de compensação, mas as disputas contínuas sobre o não pagamento resultaram na suspensão da ajuda estrangeira dos Estados Unidos em fevereiro de 1963. Em reação à suspensão da ajuda, o Parlamento aprovou a nacionalização de toda a distribuição, importação-exportação, vendas e fornecimento da maioria dos produtos petrolíferos no país, a partir de janeiro de 1964.
Também em 1964, o governo de Bandaranaike aboliu o Serviço Civil Independente do Ceilão e o substituiu pelo Serviço Administrativo do Ceilão, que estava sujeito à influência governamental. Quando a coalizão da Frente de Esquerda Unida, formada pelos partidos Comunista, Socialista Revolucionário e Trotskista, foi formada no final de 1963, Bandaranaike moveu-se para a esquerda para tentar obter seu apoio. Em fevereiro de 1964, o primeiro-ministro chinês Zhou Enlai visitou a primeira-ministra e ofereceu ajuda, doações de arroz e tecidos e discussões para ampliar o comércio. Os dois também discutiram a disputa de fronteira sino-indiana e o desarmamento nuclear. Os laços com a China eram atraentes, já que o recente reconhecimento formal de Bandaranaike da Alemanha Oriental eliminou a ajuda recebida da Alemanha Ocidental e a nacionalização da indústria de seguros impactou suas relações com a Austrália, Grã-Bretanha e Canadá. Em preparação para a segunda Conferência Não Alinhada, recebeu os presidentes Tito e Nassar em Colombo em março de 1964, mas a contínua agitação interna levou-a a suspender as sessões parlamentares até julho. Nesse ínterim, formou uma coalizão com a Frente de Esquerda Unida e conseguiu sustentar sua maioria, embora apenas por uma margem de três cadeiras.
Em setembro de 1964, Bandaranaike liderou uma delegação à Índia para discutir a repatriação dos 975 000 tâmeis apátridas que residiam no Ceilão. Junto com o primeiro-ministro indiano Lal Bahadur Shastri, acertou os termos do Pacto Srimavo-Shastri, um acordo histórico para a política externa de ambas as nações. Nos termos do acordado, o Ceilão deveria conceder cidadania a 300 000 tâmeis e seus descendentes, enquanto a Índia repatriaria 525 000 tâmeis apátridas. Durante os quinze anos previstos para o cumprimento de suas obrigações, as partes concordaram em negociar os termos para os 150 000 restantes. Em outubro, participou e co-patrocinou a Conferência Não Alinhada realizada no Cairo. Em dezembro de 1964, sua tentativa de nacionalizar ainda mais os jornais do país resultou em uma campanha para destituí-la do cargo. Após ser derrotada em uma moção de confiança por apenas um voto, dissolveu o Parlamento e convocou novas eleições. Sua coalizão política foi derrotada nas eleições de 1965, encerrando seu primeiro mandato como primeira-ministra.

### Líder da oposição; 1965–1970
Nas eleições de 1965, Bandaranaike ganhou um assento na Câmara dos Representantes pelo Distrito Eleitoral de Attanagalla. Com seu partido conquistando 41 assentos, tornou-se a líder da oposição, a primeira mulher a ocupar este cargo. Dudley Senanayake foi empossado primeiro-ministro em 25 de março de 1965. Logo depois, a posição de Bandaranaike como parlamentar foi contestada quando foram feitas alegações de que havia aceitado um suborno, na forma de um carro, durante o mandato. Um comitê foi nomeado para investigar o caso e mais tarde foi inocentada da acusação. Durante seu período de cinco anos na oposição, manteve sua aliança com partidos de esquerda. Das sete eleições especiais realizadas entre novembro de 1966 e abril de 1967, seis foram vencidas pela oposição sob a liderança de Bandaranaike. A inflação contínua, o desequilíbrio comercial, o desemprego e o fracasso da esperada ajuda externa em se materializar levaram a um descontentamento generalizado, que foi alimentado ainda por medidas de austeridade, que reduziram o estipêndio semanal do arroz. Em 1969, estava em uma campanha ativa para retornar ao poder. Entre outras promessas, afirmou que nacionalizaria os bancos estrangeiros e a indústria de importação e exportação, estabeleceria grupos de vigilância para monitorar a corrupção empresarial e governamental, retornaria a uma política externa que se afastasse de parceiros "imperialistas", e realizaria uma Assembleia Constituinte encarregada de redigir uma nova Constituição.

### Segundo mandato; 1970–1977

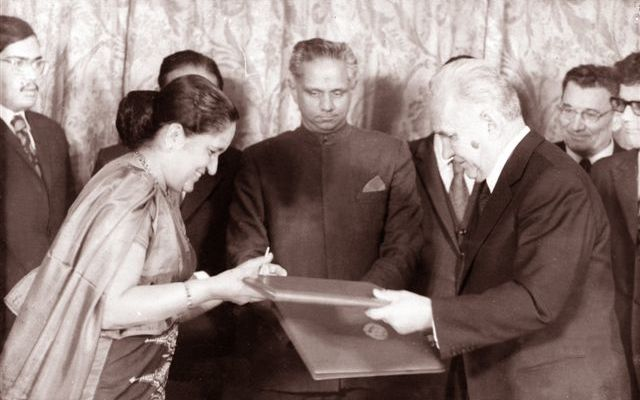
Bandaranaike com o primeiro-ministro soviético Alexei Kossygin, bem como seus conselheiros seniores Tissa Wijeyeratne e Anura Bandaranaike

Bandaranaike recuperou o poder depois que a coalizão da Frente Unida entre o Partido Comunista, o Partido Lanka Sama Samaja e seu próprio Partido da Liberdade venceram as eleições de maio de 1970 com uma grande maioria. Em julho, convocou uma Assembleia Constitucional para substituir a constituição redigida pela Grã-Bretanha por uma redigida pelo Ceilão. Introduziu políticas exigindo que os secretários permanentes dos ministérios tivessem experiência em sua área. Por exemplo, aqueles que serviam no Ministério da Habitação deveriam ser engenheiros treinados e, os que trabalhavam no Ministério da Saúde, médicos. Todos os funcionários do governo foram autorizados a ingressar nos Conselhos de Trabalhadores e, em nível local, estabeleceu Comitês do Povo para permitir a contribuição da população em geral na administração do governo. As mudanças pretendiam remover elementos da influência colonial britânica e estrangeira das instituições do país.
Enfrentando déficits orçamentários de 195 milhões de dólares – causados pelo aumento dos custos de importação de energia e alimentos e queda da receita das exportações de coco, borracha e chá – Bandaranaike tentou centralizar a economia e implementar controles de preços. Pressionada pelos membros esquerdistas de sua coalizão a nacionalizar os bancos estrangeiros de origem britânica, indiana e paquistanesa, percebeu que isso afetaria a necessidade de crédito. Como havia feito em seu mandato anterior, tentou equilibrar o fluxo de ajuda externa dos parceiros capitalistas e comunistas. Em setembro de 1970, participou da terceira Conferência de Não Alinhados em Lusaka, Zâmbia. Naquele mês, também viajou a Paris e Londres para discutir o comércio internacional. Ordenando que representantes da The Asia Foundation e do Corpo da Paz deixassem o país, começou a reavaliar acordos comerciais e propostas que haviam sido negociadas por seu antecessor. A primeira-ministra anunciou que seu governo não reconheceria Israel até que o país resolvesse pacificamente seu problema com seus vizinhos árabes. Concedeu oficialmente o reconhecimento à Alemanha Oriental, Coreia do Norte, Vietnã do Norte e à Frente Nacional para a Libertação do Vietname. Bandaranaike se opôs ao desenvolvimento de um centro de comunicações anglo-americano no Oceano Índico, sustentando que a área deveria ser uma "zona livre de armas nucleares." Em dezembro, uma lei sancionada permitiu que o Estado nacionalizasse qualquer empresa com mais de 100 funcionários. Ostensivamente, a mudança teve como objetivo reduzir o controle estrangeiro da principal produção de chá e borracha, mas atrofiou o investimento doméstico e estrangeiro na indústria e no desenvolvimento.

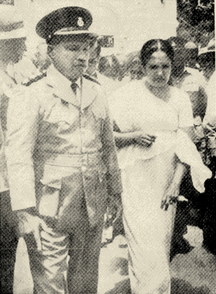
Bandaranaike e sua escolta militar

Apesar dos esforços de Bandaranaike para resolver os problemas econômicos do país, o desemprego e a inflação permaneceram sem controle. Depois de apenas dezesseis meses no poder, seu governo quase foi derrubado pela insurreição de jovens esquerdistas. Embora ciente da posição militante da Janatha Vimukthi Peramuna (JVP; Frente de Libertação do Povo), o governo Bandaranaike inicialmente falhou em reconhecê-los como uma ameaça iminente, descartando-os como idealistas. Em 6 de março, militantes atacaram a Embaixada dos Estados Unidos em Colombo, levando à declaração do estado de emergência em 17 de março. No início de abril, os ataques a delegacias de polícia evidenciaram uma rebelião bem planejada que o pequeno exército do Ceilão estava mal equipado para lidar. Pedindo ajuda aos aliados, o governo foi salvo em grande parte por causa da política externa neutra de Bandaranaike. A União Soviética enviou aeronaves para apoiar o governo do Ceilão; armas e equipamentos vieram da Grã-Bretanha, da República Árabe Unida, dos Estados Unidos e da Iugoslávia; suprimentos médicos foram fornecidos pela Alemanha Oriental e Ocidental, Noruega e Polônia; barcos de patrulha foram enviados da Índia; e tanto a Índia quanto o Paquistão enviaram tropas. Em 1º de maio, suspendeu as ofensivas do governo e ofereceu uma anistia, o que resultou em milhares de rendições. No mês seguinte, uma segunda anistia foi oferecida. Bandaranaike estabeleceu um Comitê Nacional de Reconstrução para restabelecer a autoridade civil e fornecer um plano estratégico para lidar com os insurgentes capturados ou rendidos. Uma das primeiras ações de Bandaranaike após o conflito foi expulsar diplomatas norte-coreanos, pois suspeitava que eles haviam fomentado o descontentamento radical. O ditado "Ela era o único homem em seu gabinete" – atribuído a seus oponentes políticos na década de 1960 – ressurgiu durante o auge da insurgência, quando a primeira-ministra provou que havia se tornado uma "força política formidável."
Em maio de 1972, o Ceilão foi substituído pela República do Sri Lanka após a ratificação de uma nova Constituição. Embora o país permanecesse membro da Comunidade das Nações, a rainha Isabel II não era mais reconhecida como sua soberana. Pelos termos da nova carta magna, o Senado, suspenso desde 1971, foi oficialmente abolido e uma nova unicameral Assembleia Nacional foi criada, combinando os poderes do executivo, judiciário e legislativo em uma autoridade. A constituição reconheceu a supremacia do budismo, embora garantiu proteção igualitária ao budismo, cristianismo, hinduísmo e islamismo. O texto fracassou em fornecer uma declaração dos direitos dos cidadãos, reconheceu o cingalês como a única língua oficial, e não continha "elementos de federalismo." A nova constituição também estendeu o mandato de Bandaranaike por dois anos, redefinindo o mandato de cinco anos do primeiro-ministro para coincidir com a criação da república. Esses limites causaram preocupação para vários setores da população, especificamente aqueles que estavam preocupados com um governo autoritário, e a população de língua tâmil. Antes do fim de maio, o descontentamento aumentou antes de levar à aprovação de um projeto de lei que estabeleceu tribunais separados para lidar com os insurgentes presos do ano anterior. Os que se opunham aos tribunais argumentaram que eles eram uma violação aos princípios dos direitos humanos. Em julho, incidentes esporádicos de violência estavam reaparecendo e, no final do ano, uma segunda onda de revolta foi antecipada. O desemprego generalizado alimentou a crescente desilusão da população com o governo, apesar dos programas de redistribuição de terras promulgados para estabelecer cooperativas agrícolas e limitar o tamanho das terras privadas.
A crise petrolífera de 1973 teve um efeito traumático na economia do Sri Lanka. Ainda dependente de ajuda externa, bens e ajuda monetária da Austrália, Canadá, China, Dinamarca, Hungria e do Banco Mundial, Bandaranaike facilitou os programas de austeridade que limitavam a importação de bens de consumo. Os Estados Unidos encerraram as concessões de ajuda, que não exigiam reembolso, e mudaram para uma política de concessão de empréstimos estrangeiros. A desvalorização da moeda do Sri Lanka, juntamente com a inflação e impostos elevados, desacelerou o crescimento econômico, criando, consequentemente, pressão cíclica para enfrentar os déficits com impostos ainda mais altos e medidas de austeridade. A inflação descontrolada entre 1973 e 1974 levou à incerteza econômica e à insatisfação pública. Em 1974, forçou o fechamento do último grupo de jornais independentes, The Sun, acreditando que suas críticas estavam alimentando a agitação. Surgiram fissuras na coalizão da Frente Unida, em grande parte como resultado da influência contínua do Partido Lanka Sama Samaja sobre os sindicatos e ameaças de greves durante os anos de 1974 e 1975. Quando propriedades recentemente confiscadas foram colocadas sob o controle do Ministério da Agricultura e Terras, controlado pelo Partido Lanka Sama Samaja, o temor de que eles sindicalizassem os trabalhadores das plantações levou Bandaranaike a expulsá-los da coalizão governamental.
Em reconhecimento ao Ano Internacional da Mulher em 1975, Bandaranaike criou uma agência para se concentrar nas questões das mulheres, que mais tarde se tornaria o Ministério da Mulher e da Criança. Nomeou a primeira mulher a servir no Gabinete do país, Siva Obeyesekere, primeiro como primeira secretária de Estado para a Saúde e depois como ministra da Saúde. Bandaranaike foi homenageada na Conferência Mundial da ONU sobre as Mulheres, sediada na Cidade do México, como a única primeira-ministra eleita por mérito próprio. Assumiu ainda o mandato de um ano da presidência da 5ª Conferência das Nações Não Alinhadas em 1976, hospedando um encontro em Colombo. Apesar de sua alta consideração internacional, continuou a lutar internamente contra alegações de corrupção e nepotismo, enquanto a economia continuava em declínio. Em sua luta por reconhecimento, os tâmeis descontentes se voltaram para o separatismo. Em maio de 1976, a Resolução Vaddukoddai foi adotada pela Frente de Libertação Unida Tâmil, pedindo um estado independente e autonomia soberana. Nas eleições gerais de 1977, a Frente Unida foi fortemente derrotada, conquistando apenas seis cadeiras.

### Líder do partido; 1977–1988

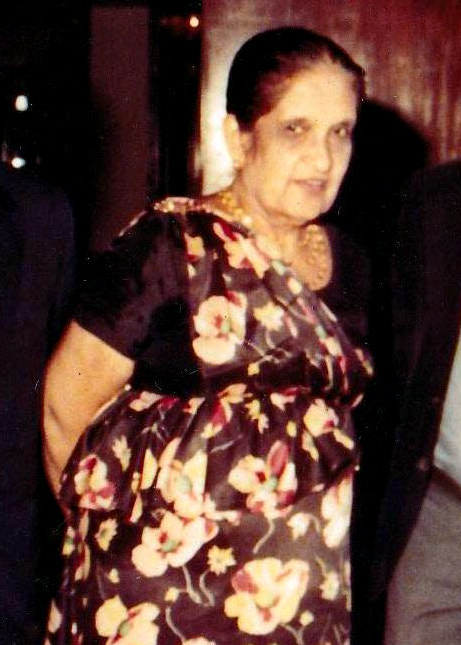
Bandaranaike na década de 1980

Bandaranaike manteve sua cadeira no Parlamento pelo Distrito Eleitoral de Attanagalla nas eleições gerais de 1977. Em novembro de 1977, uma petição contestando sua posição como parlamentar foi rejeitada pelo Tribunal Superior de Colombo. Em 1978, uma nova Constituição foi ratificada, substituindo o sistema parlamentar de estilo britânico por um sistema presidencial de estilo francês. Segundo a carta magna, o executivo ou presidente era eleito pelo voto do povo para um mandato de seis anos. O presidente então escolhia um primeiro-ministro para presidir o gabinete, que deveria ser confirmado pelo legislativo. Ao fornecer uma declaração dos direitos fundamentais, garantindo pela primeira vez a igualdade dos cidadãos, também reconheceu o tâmil como língua nacional, ainda que a língua administrativa continuasse a ser o cingalês. Embora visando apaziguar os separatistas tâmeis, as disposições não impediram a violência entre os tâmeis e os cingaleses, resultando na aprovação da Lei de Prevenção ao Terrorismo de 1979.
Em 1980, uma Comissão Presidencial Especial foi nomeada pelo presidente Junius Richard Jayawardene para investigar as acusações contra Bandaranaike por abusos de poder durante seu mandato como primeira-ministra. Após a apresentação do relatório a Jayawardene, o governo do Partido Nacional Unido aprovou uma moção no parlamento em 16 de outubro de 1980 para retirar de Bandaranaike e de seu sobrinho, Felix Dias Bandaranaike – que foi condenado por corrupção – seus direitos civis por um período de sete anos. Expulsa do parlamento, manteve seu papel como líder do partido. A moção foi aprovada por 139 votos a favor e 18 contra, atendendo facilmente ao patamar exigido de dois terços. Apesar de ser sua líder, Bandaranaike foi incapaz de fazer campanha pelo Partido da Liberdade. Deste modo, seu filho, Anura, serviu como líder parlamentar do partido. Sob Anura, o Partido da Liberdade moveu-se para a direita e a filha de Bandaranaike, Chandrika, retirou-se, formando o Partido do Povo do Sri Lanka com seu marido, Vijaya Kumaratunga. Os objetivos do novo partido estavam relacionados à reaproximação com os tâmeis.
Em janeiro de 1986, os direitos civis de Bandaranaike foram restaurados por um decreto presidencial emitido por Jayewardene. O conflito entre o governo e os separatistas, que cresceu desde 1983, se transformou em uma Guerra Civil em 1987. Jayewardene mostrou pouca simpatia pelas questões que preocupavam os tâmeis e, em vez disso, culpou as facções de esquerda de planejar uma derrubada do governo pela agitação. O colapso das negociações com os rebeldes acabou levando Jayewardene a autorizar a intervenção do governo indiano. Assinado em 1987, o Acordo Índia–Sri Lanka, estabeleceu os termos da trégua entre o governo do Sri Lanka e os rebeldes, autorizando a Força de Manutenção de Paz Indiana a ocupar o país em uma tentativa de promover o desarmamento. Bandaranaike e o Partido da Liberdade se opuseram à introdução de tropas indianas, acreditando que o governo havia traído seu próprio povo ao permitir que a Índia interviesse em nome dos tâmeis. Como uma reação à violência sancionada pelo Estado e seu desejo de enfoque nacionalista, os militantes Janatha Vimukthi Peramuna ressurgiram no sul. Neste contexto, Bandaranaike decidiu concorrer à presidência em 1988. Em 19 de dezembro, obteve 2 289 860 votos, correspondentes a 44,94%, sendo derrotada por Ranasinghe Premadasa, que alcançou 2 569 199 votos, ou 50,42%.

### Líder da oposição; 1989–1994
Em 6 de fevereiro de 1989, enquanto fazia campanha para o Partido da Liberdade nas eleições gerais de 1989, Bandaranaike sobreviveu a um ataque a bomba. Embora tenha saído ilesa, um de seus assessores sofreu ferimentos na perna. Nos resultados finais do pleito, seu partido foi derrotado pelo Partido Nacional Unido, liderado por Ranasinghe Premadasa, mas ganhou 67 cadeiras, o suficiente para que assumisse o posto de líder da oposição para um segundo mandato. No mesmo ano, o governo reprimiu os rebeldes do Janatha Vimukthi Peramuna, matando cerca de 30 000 a 70 000 deles, em vez de optar por julgamentos ou prisão como Bandaranaike havia feito em 1971.
Em 1990, quando o cessar-fogo de 13 meses foi quebrado pelos Tigres Tamil, depois que outras milícias entregaram suas armas, o governo decidiu interromper as negociações com os Tigres e empregar uma solução militar. Anura apoiou o plano, mas Bandaranaike discursou contra. Quando os poderes de emergência foram assumidos pelo presidente, exigiu o levantamento do estado de emergência, acusando o governo de cometer abusos aos direitos humanos. Durante seu mandato como líder da oposição, apoiou o impeachment de Premadasa em 1991, que não foi exitoso. Sua filha Chandrika Kumaratunga, que vivia em um exílio autoimposto em Londres desde 1988, quando seu marido foi assassinado, voltou ao Sri Lanka e juntou-se novamente ao Partido da Liberdade em 1991. No mesmo ano, cada vez mais debilitada pela artrite, sofreu um derrame.
Em 1992, Premadasa Udugampola, chefe do Bureau de Operações Especiais, foi forçado a se aposentar após protestos internacionais contra os abusos aos direitos humanos. Udugampola forneceu uma declaração por escrito de que os esquadrões da morte usados contra os rebeldes foram apoiados pelo governo. Bandaranaike saiu em apoio às evidências apresentadas, mas Udugampola foi acusado de cultivar a hostilidade pública contra o governo. Quando o presidente Premadasa foi assassinado por um homem bomba em maio de 1993, seu primeiro-ministro Dingiri Banda Wijetunga foi empossado presidente interino. Os parlamentares deveriam, dentro de um mês, escolher um sucessor. Devido à sua saúde debilitada, optou por não se candidatar à presidência, mas continuar como líder da oposição, e Wijetunga concorreu sem oposição.
Wijetunga convenceu o filho de Bandaranaike, Anura, a desertar para o Partido Nacional Unido e recompensou-o com uma nomeação como ministro da Educação Superior. Sua deserção deixou Bandaranaike e Kumaratunga no comando do Partido da Liberdade. Devido ao declínio da saúde de sua mãe, Kumaratunga liderou a formação de uma nova coalizão, a Aliança do Povo (PA), para disputar as eleições provinciais de 1993 na Província Ocidental do Sri Lanka em maio. A aliança obteve uma vitória esmagadora e Kumaratunga foi nomeada ministra-chefe em 1993. Posteriormente, a coalizão liderada por Kumaratunga também venceu as eleições para o conselho provincial do sul. Kumaratunga liderou a campanha da Aliança do Povo para as eleições parlamentares de 1994, enquanto sua mãe se recuperava de uma cirurgia. A Aliança obteve uma vitória decisiva e Bandaranaike anunciou que Kumaratunga se tornaria a primeira-ministra. Nessa época, Kumaratunga também a havia sucedido como líder do Partido da Liberdade. Mentalmente alerta, mas sofrendo de uma doença nos pés e complicações de diabetes, Bandaranaike estava confinada a uma cadeira de rodas. Tendo sido reeleita para o parlamento, foi nomeada para o gabinete de sua filha como ministra sem Pasta na cerimônia de posse realizada em 19 de agosto de 1994.

### Terceiro mandato; 1994–2000
Na eleição presidencial que se seguiu em novembro de 1994, o principal rival político de Kumaratunga, Gamini Dissanayake, foi assassinado duas semanas antes da votação. Sua viúva, Srima Dissanayake, foi escolhida como a nova candidata presidencial do Partido Nacional Unido. A vantagem de Kumaratunga foi estimada em cerca de um milhão de votos, mesmo antes do assassinato: ela venceu as eleições por uma ampla margem. Tornando-se a primeira mulher presidente do Sri Lanka, Kumaratunga nomeou sua mãe como primeira-ministra, o que, segundo os termos da constituição de 1978, significava que Bandaranaike era responsável pela defesa e pelas relações exteriores. Embora o cargo de primeiro-ministro tenha se tornado principalmente cerimonial, a influência de Bandaranaike no Partido da Liberdade permaneceu forte. Apesar de concordarem com a política, Kumaratunga e Bandaranaike diferiam quanto ao estilo de liderança. Em 2000, Kumaratunga queria um primeiro-ministro mais jovem e Bandaranaike, citando motivos relacionados à sua saúde, deixou o cargo em agosto de 2000.

## Morte e legado

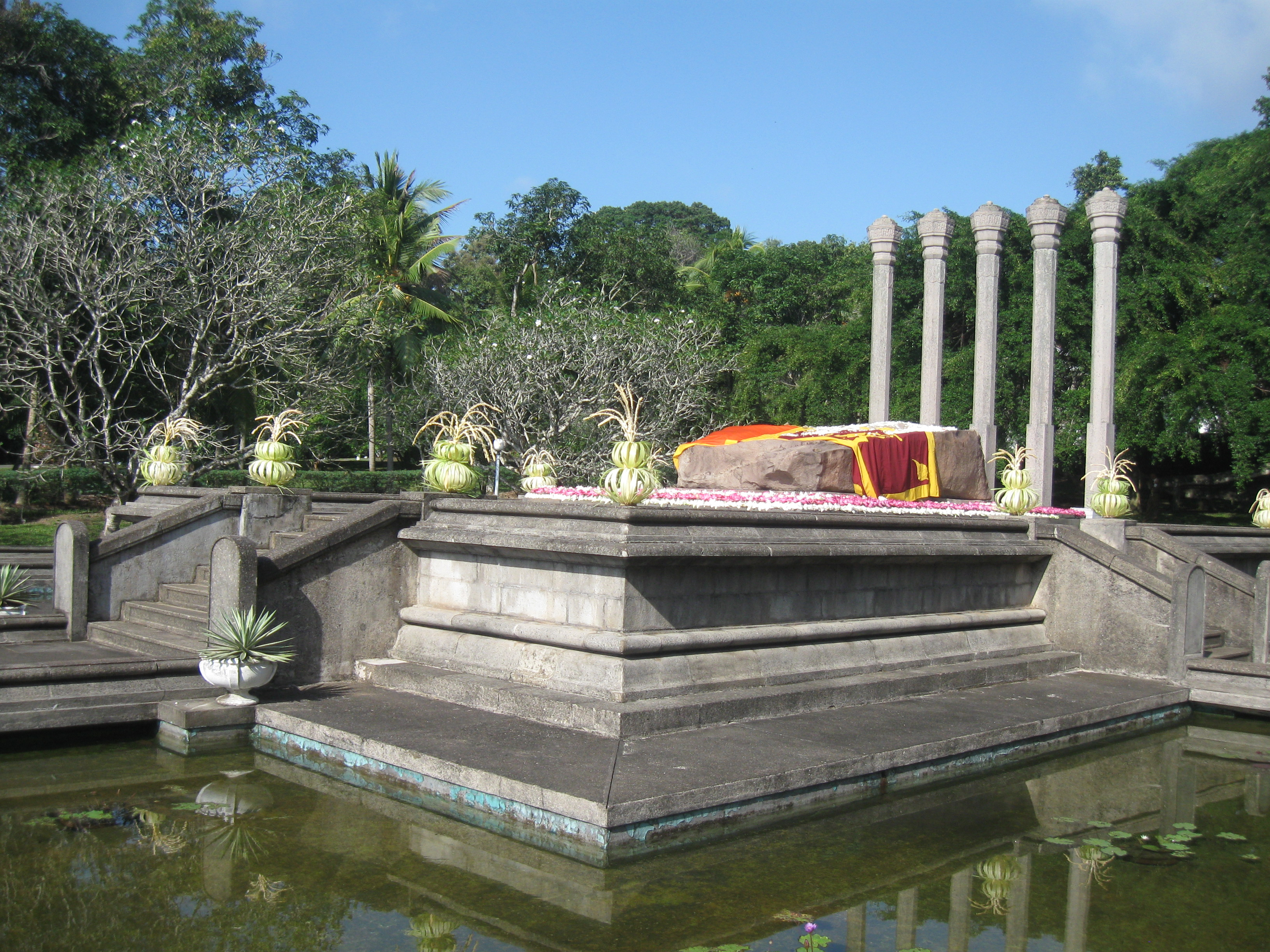
Túmulos de Sirima e S. W. R. D. Bandaranaike em Horagolla, Sri Lanka

Bandaranaike morreu em 10 de outubro de 2000, vitimada por um ataque cardíaco em Kadawatha, quando estava voltando para casa em Colombo. Naquele dia, havia votado na eleição parlamentar. O Sri Lanka declarou dois dias de luto nacional e as estações de rádio estatais abandonaram sua programação regular para reproduzir lamentos fúnebres. O velório ocorreu no parlamento e o funeral em Horagolla, onde foi enterrada no mausoléu Horagolla Bandaranaike Samadhi, originalmente construído para seu marido.
Em um momento da história em que a ideia de uma mulher liderar um país era quase impensável para o público, Bandaranaike ajudou a aumentar a percepção global sobre as capacidades das mulheres. Além de suas próprias contribuições para o Sri Lanka, seus filhos se envolveram no desenvolvimento do país. Os três ocuparam posições de destaque nacional; além dos papéis de Anura e Chandrika no governo, Sunetra trabalhou como a mãe nos anos 1970 e mais tarde se tornou uma filantropa. O casamento dos Bandaranaike ajudou a quebrar as barreiras sociais no Sri Lanka ao longo dos anos, por meio das políticas socialistas que promulgaram.
Durante seus três mandatos, Bandaranaike conduziu o país de seu passado colonial para sua independência política como república. Implementando políticas socialistas durante a Guerra Fria, tentou nacionalizar setores-chave da economia e empreender reformas agrárias para beneficiar a população nativa, desejando acabar com o favoritismo político desfrutado pelas elites educadas no Ocidente. Um dos principais objetivos de suas políticas era reduzir as disparidades étnicas e socioeconômicas no país, embora seu fracasso em atender adequadamente às necessidades da população tâmil tenha levado a décadas de conflito e violência. Como uma das fundadoras do Movimento Não Alinhado, Bandaranaike trouxe o Sri Lanka à proeminência entre as nações que procuraram permanecer neutras à influência das superpotências. Trabalhou para forjar alianças entre os países do Sul global, e procurou resolver os problemas diplomaticamente, opondo-se à expansão nuclear.
Apesar da notabilidade de Bandaranaike como a primeira mulher primeira-ministra do mundo, estudiosos políticos comentaram que Bandaranaike era simbolicamente poderosa, mas teve pouco impacto na representação política das mulheres no Sri Lanka. Embora Bandaranaike expressasse orgulho por sua condição de líder mulher, considerando-a uma "Mãe do Povo", não deu muita ênfase pessoal ou política às questões femininas, e sua eleição como primeira-ministra não aumentou significativamente o número de mulheres na política do Sri Lanka. A nomeação da primeira-ministra mulher, Siva Obeyesekere, para o gabinete do Sri Lanka em 1976, foi menos do que revolucionária devido ao fato de Obeyesekere ser parente de Bandaranaike. Essa nomeação seguiu um padrão de Bandaranaike nomeando familiares para altos cargos no governo.
Em 1994, embora Bandaranaike e sua filha Kumaratunga ocupassem os mais cargos políticos, de primeira-ministra e presidente, o Sri Lanka continuava a ter algumas das taxas de participação política mais baixas para as mulheres de qualquer país asiático. Em 2010, no 50º aniversário da eleição de Bandaranaike como primeira mulher como primeira-ministra do mundo, a parlamentar Rosy Senanayake disse à imprensa que o Sri Lanka não havia feito progressos significativos em relação à igualdade de gênero na política: apenas 4,5 por cento dos parlamentares eram mulheres. Senanayake havia defendido anteriormente uma "cota especial" para conseguir uma melhor representação de gênero; tal cota, reservando 25% de todos os assentos legislativos para mulheres, foi aprovada em 2016.